# Ángela Maldonado
Ángela María Maldonado Rodríguez es una científica colombiana especializada en  la conservación de los primates. Premiada por National Geographic por sus trabajos en la conservación en la Amazonia de Perú y Colombia.

## Trayectoria profesional
Ángela Maldonado, primatóloga, obtuvo una maestría universitaria en ciencias (master of science) en Conservación de Primates en Colombia y un doctorado en Conservación otorgado por el Departamento de Antropología y Geografía de la Universidad de Oxford Brookes en Inglaterra. Directora científica de la Fundación Entropika desde su creación en el 2007. Desde el 2009 es la representante de la Asociación Primatológica Colombiana para la Amazonía. Ha desarrollado investigaciones participativas con comunidades Tikunas tanto en Colombia como en Perú  con el fin de determinar  el estado de poblaciones de grandes vertebrados con énfasis en su especialidad, los primates.
La ecologista ha trabajado durante 20 años para acabar con el comercio ilegal de los animales salvajes de las regiones de la Amazonia.
Formó parte del gran debate sobre la conveniencia o no de usar seres vivos para la investigación, entrando en litigio con uno de los protagonistas sobre el tráfico ilegal de especies y su comercialización.

## Premios y reconocimientos
ha sido galardonada en varias ocasiones por sus esfuerzos en reducir el tráfico ilegal de monos en el Amazonas, en la ubicación entre las fronteras de Colombia, Brasil y Perú. Una práctica que según Maldonado, es permitida por las autoridades ambientales en Colombia. La científica colombiana obtuvo el premio Buffett Awards por su liderazgo en la Conservación en Latinoamérica.